# Arctia
Genre
Arctia est un genre de lépidoptères (papillons) de la famille des Erebidae et de la sous-famille des Arctiinae.

## Systématique
Le genre Arctia a été décrit en 1802 par le naturaliste allemand Franz von Paula Schrank. Son espèce type est Phalaena caja Linnaeus, 1758.
En 2016, à la suite d'une étude de phylogénétique moléculaire, plusieurs autres genres d'Arctiina ont été mis en synonymie avec Arctia. La liste de ses synonymes est maintenant la suivante :
- Eyprepia Ochsenheimer, 1810
- Epicallia Hübner, 1820
- Eucharia Hübner, 1820
- Hyphoraia Hübner, 1820
- Parasemia Hübner, 1820
- Zoote Hübner, 1820
- Pericallia Hübner, 1820
- Nemeophila Stephens, 1828
- Ammobiota Wallengren, 1855
- Callarctia  Packard, 1864
- Platarctia Packard, 1864
- Chionophila Guenée 1865
- Eupsychoma Grote, 1865
- Gonerda Moore, 1879
- Platyprepia Dyar, 1897
- Preparctia Hampson, 1901
- Oroncus Seitz, 1910
- Acerbia Sotavalta, 1963
- Pararctia Sotavalta, 1965
- Borearctia Dubatolov, 1984
- Sinoarctia Dubatolov, 1987
- Atlantarctia Dubatolov, 1990

## Liste des espèces
- genre Arctia s.str.[1] :
  - Arctia caja (Linnaeus, 1758) — l'Écaille martre
  - Arctia opulenta (H. Edwards, 1881)
  - Arctia brachyptera Troubridge & Lafontaine, 2000
  - Arctia olschwangi Dubatolov, 1990
  - Arctia flavia (Fuessly, 1779) — l'Écaille jaune ou l'Écaille des Grisons
  - Arctia rueckbeili Püngeler, 1901
  - Arctia intercalaris (Eversmann, 1843)
  - Arctia martinhoneyi Dubatolov & Gurko, 2005
- ex-genre Epicallia Hübner, 1820 :
  - Arctia villica (Linnaeus, 1758) — l'Écaille fermière ou l'Écaille villageoise
  - Arctia marchandi de Freina, 1983
  - Arctia confluens Romanoff, 1884
- ex-genre Eucharia Hübner, 1820 :
  - Arctia festiva (Hufnagel, 1766) — l'Écaille rose
- ex-genre Hyphoraia Hübner, 1820 :
  - Arctia aulica (Linnaeus, 1758) — l'Écaille civique ou la Petite Écaille brune
  - Arctia testudinaria (Geoffroy, 1785)  — l'Écaille des steppes
  - Arctia dejeani (Godart, 1822)
- ex-genre Parasemia Hübner, 1820 :
  - Arctia plantaginis (Linnaeus, 1758) — l'Écaille du plantain
- ex-genre Pericallia Hübner, 1820 :
  - Arctia matronula (Linnaeus, 1758) — l'Écaille brune ou la Matrone
- ex-genre Platarctia Packard, 1864 :
  - Arctia ornata Staudinger, 1896
  - Arctia parthenos Harris, 1850
  - Arctia souliei (Oberthür, 1903)
  - Arctia murzini (Dubatolov, 2005)
- ex-genre Gonerda Moore, 1879 :
  - Arctia aglaia (Kishida, 1995)
  - Arctia auxo (Kishida, 1995)
  - Arctia bretaudeaui (Oberthür, 1896)
  - Arctia euphrosyne (Kishida, 1995)
  - Arctia gloria (de Freina, 1999)
  - Arctia kale (Kishida, 1995)
  - Arctia perornata (Moore, 1879)
  - Arctia thaleia (Kishida, 1995)
  - Arctia watsoni (Thomas, 1987)
- ex-genre Platyprepia Dyar, 1897 :
  - Arctia virginalis (Boisduval, 1852)
- ex-genre Preparctia Hampson, 1901 :
  - Arctia allardi (Oberthür, 1911)
  - Arctia buddenbrocki (Kotzsch, 1929)
  - Arctia cupido (Kishida, 1995)
  - Arctia mirifica (Oberthür, 1892)
  - Arctia romanovi Grum-Grshimailo, 1891
  - Arctia hannyngtoni (Hampson, 1910)
- ex-genre Oroncus Seitz, 1910 :
  - Arctia tancrei Staudinger, 1887
  - Arctia fasciata (Bang-Haas, 1927)
  - Arctia alaica (Bang-Haas, 1927)
  - Arctia secreta (Draudt, 1931)
  - Arctia elisabethae (Kotzsch, 1937)
  - Arctia gurkoi (Dubatolov, 2004)
  - Arctia bundeli (Dubatolov & Gurko, 2004)
  - Arctia ladakensis (Bang-Haas, 1927)
  - Arctia weigerti de Freina & Witt, 1985
- ex-genre Acerbia Sotavalta, 1963 :
  - Arctia alpina (Quensel, 1802)
  - Arctia cornuta (Saldaitis, Ivinskis & Witt, 2004)
  - Arctia seitzi Bang-Haas, 1910
  - Arctia churkini (Saldaitis, Ivinskis & Witt, 2003)
  - Arctia kolpakofskii (Alphéraky, 1882)
- ex-genre Pararctia Sotavalta, 1965 :
  - Arctia lapponica (Thunberg, 1791)
  - Arctia yarrowii Stretch, 1874
  - Arctia subnebulosa (Dyar, 1899)
- ex-genre Borearctia Dubatolov, 1984 :
  - Arctia menetriesii (Eversmann, 1846)
- ex-genre Sinoarctia Dubatolov, 1987 :
  - Arctia sieversi Grum-Grshimailo, 1891
  - Arctia kasnakovi (Dubatolov, 1987)
  - Arctia forsteri (Daniel, 1943)
- ex-genre Atlantarctia Dubatolov, 1990 :
  - Arctia dido (Wagner, 1841)
  - Arctia oberthueri (Oberthür, 1890)
  - Arctia ungemachi Le Cerf, 1924
  - Arctia tigrina (Villers, 1789) — l'Écaille fasciée